# Cornularia
Cornularia ist eine Gattung der Achtstrahligen Korallen (Octocorallia), die in flachen Bereichen des südöstlichen Atlantiks und im Mittelmeer vorkommt.

## Merkmale
Wie fast alle Oktokorallen bilden die Arten der Gattung Cornularia Kolonien, die aus vielen Einzelpolypen mit jeweils acht Tentakeln bestehen. Die Polypen wachsen flächenförmig den Untergrund bedeckend. Sie sind basal durch röhrenförmige Stolonen verbunden. Die Polypen sind monomorph und können sich vollständig in röhrenförmige Kelche zurückziehen. Stolonen und Kelche sind von einer dicken Chitinhülle (Kutikula) bedeckt. Sklerite sind weder in den Polypen noch in den Stolonen vorhanden. Die Arten der Gattung Cornularia leben nicht mit Zooxanthellen in einer Endosymbiose und sind deshalb vollständig auf planktonische Nahrung angewiesen.

## Arten
Zur Gattung Cornularia gehören zwei Arten:
- Cornularia cornucopiae (Pallas, 1766)
- Cornularia pabloi McFadden & van Ofwegen, 2012